# Live (album d'Erykah Badu)
Pour les articles homonymes, voir Liste des albums intitulés Live.
Albums de Erykah Badu
Baduizm
(1997) Mama's Gun
(2000)
Live est un album live d'Erykah Badu, sorti le 18 novembre 1997. 
Cet album est notamment connu pour l'émotion que dégage Badu durant sa prestation. Un exemple est la chanson Ye Yo dans laquelle Badu, enceinte, pleure durant sa prestation qu'elle dédiera à son fils, Seven (bien qu'au moment de l'enregistrement, apparemment le sexe du fœtus n'était pas encore connu car elle parle de lui au féminin, indiquant qu'elle pensait ou espérait que ce serait une fille). 
Sorti la même année que son premier album studio, Baduizm, enregistré plus tôt, Live a été certifié double disque de platine par la Recording Industry Association of America (RIAA) le 27 juin 2000.
L'album a été nommé aux Grammy Awards en 1999 dans la catégorie « Meilleur album RnB », alors que le single Tyrone l'a été dans la catégorie « Meilleure prestation vocale RnB féminine ».

## Liste des titres
| No  | Titre                     | Auteur                                                         | Contient un (des) sample(s) de               | Durée |
| --- | ------------------------- | -------------------------------------------------------------- | -------------------------------------------- | ----- |
| 1.  | Rimshot (Intro)           | Erykah Badu, Madukwu Chinwah                                   | So What de Miles Davis                       | 3:48  |
| 2.  | Otherside of the Game     | Badu, Bro. ?uestlove, Richard Nichols, James Poyser, The Roots |                                              | 8:21  |
| 3.  | On & On                   | Badu, Jaborn Jamal                                             |                                              | 5:25  |
| 4.  | Reprise                   |                                                                |                                              | 2:13  |
| 5.  | Apple Tree                | Badu, Robert Bradford                                          |                                              | 2:54  |
| 6.  | Ye Yo                     | Badu                                                           |                                              | 6:07  |
| 7.  | Searching                 | Roy Ayers                                                      | What You Won't Do for Love de Bobby Caldwell | 4:26  |
| 8.  | Boogie Nights/All Night   | James A. Johnson, Rodney L. Temperton                          |                                              | 6:03  |
| 9.  | Certainly                 | Badu, Chinwah                                                  |                                              | 7:06  |
| 10. | Stay                      | Richard Calhoun, Yvette Stevens                                |                                              | 4:58  |
| 11. | Next Lifetime (Interlude) | Badu, Tone the Backbone                                        |                                              | 3:56  |
| 12. | Tyrone                    | Badu, Norman « Keys » Hurt                                     |                                              | 3:56  |
| 13. | Next Lifetime             | Badu, Tone the Backbone                                        |                                              | 12:05 |
| 14. | Tyrone (Extended Version) | Badu, Hurt                                                     |                                              | 5:40  |

## Musiciens
- Erykah Badu : Voix
- Charles « Poogie » Bell, Jr. : Batterie
- Karen Bernod : Chœurs
- Hubert Eaves IV : Guitare basse
- Norman « Keys » Hurt : Claviers
- N'Dambi : Chœurs
- Joyce M. Strong : Chœurs

## Production
- Producteur : Erykah Badu, Norman « Keys » Hurt
- Producteur executif : Erykah Badu, Kedar Massenburg
- Ingénieurs : Erykah Badu, Norman « Keys » Hurt, Gorden Mack, Kenny Ortíz
- Mix : Erykah Badu, Norman « Keys » Hurt, Gorden Mack, Kenny Ortíz
- Mastering : Tom Coyne
- Direction artistique : D. Simmons, M. Warlow
- Cover art concept : Erykah Badu, Clymenza Howkins
- Design : P. Geczik, Lance Ong
- Layout design : P. Geczik
- Photographie : Imari Dusauzay, Imari Dusauzay
- Artwork : P. Geczik, Lance Ong

## Classement

### Album
| Année | Classement             | Position |
| ----- | ---------------------- | -------- |
| 1997  | Billboard 200          | 4        |
| 1997  | Top R&B/Hip-Hop Albums | 1        |